# Marcel Pineau
Marcel Pineau, né en 1953 à Paris,, est un écrivain français.

## Biographie
Le jeune Marcel Pineau commence des études musicales puis se dirige vers l'enseignement et devient conseiller pédagogique dans le Loir-et-Cher.
Enseignant puis, depuis 2005, inspecteur de l'Éducation nationale, Marcel Pineau a écrit de nombreux livres dans beaucoup de domaines. Il a appris la musique très tôt et a écrit (avec Thierry Benardeau) une histoire de la musique qui a été un vrai succès dans les années 1990 : L'Histoire de la musique, la musique dans l'Histoire (Hatier, Le Grenier des merveilles, 1987). Cet ouvrage, très richement documenté et illustré, a reçu de nombreux prix : Feuille d'or de la ville de Nancy, Prix des libraires de jeunesse (prix Sorcières), prix européen de Bologne, etc.
Marcel Pineau a également écrit des ouvrages didactiques sur la musique : Apprendre à écouter au cycle 2 (Nathan), Apprendre à écouter au cycle 3 (Nathan), La Musique (Repères pratiques, Nathan), L'Opéra (Repères pratiques, Nathan), Histoire de la musique du CM2 à la 5e (Hatier).
Marcel Pineau est aussi auteur de romans pour la jeunesse, dont Le Nombre d'or ou le Secret des volutes (SEDRAP), Meurtre au Palais-Royal (SEDRAP), Histoires de sorcières (SEDRAP), Panique à Bagdad (Michalon, collection Les Petits Rebelles), La Vengeance de l'Euphrate (Michalon, collection Les Petits Rebelles).
Il dirige la collection Les Petits Rebelles aux éditions Michalon.
Enfin, depuis quelques années, Marcel Pineau écrit également des ouvrages pour adultes : Chronique de meurtres ordinaires (série de nouvelles policières, Mon petit éditeur), La Haine tranquille (roman policier, The Book Edition), Ne le dites pas à ma mère (autobiographie posthume de Gioachino Rossini, The Book Edition).